# Vlag van Hasselt (België)
De vlag van Hasselt werd door de gemeenteraad op 24 juni 1986 officieel vastgesteld als de gemeentelijke vlag van de Belgisch Limburgse gemeente Hasselt. Op 7 oktober 1986 werd hij door het Bestuur van Vlaanderen bevestigd en uiteindelijk gepubliceerd op 3 december 1987 in het officiële Belgisch Staatsblad.
Officieel wordt de vlag beschreven als:
Vijf even hoge banen van wit en van groen.
De vlag werd al gebruikt in de 19e eeuw en het begin van de 20e eeuw. De kleuren zijn waarschijnlijk afkomstig van het rechterdeel van het gemeentewapen.

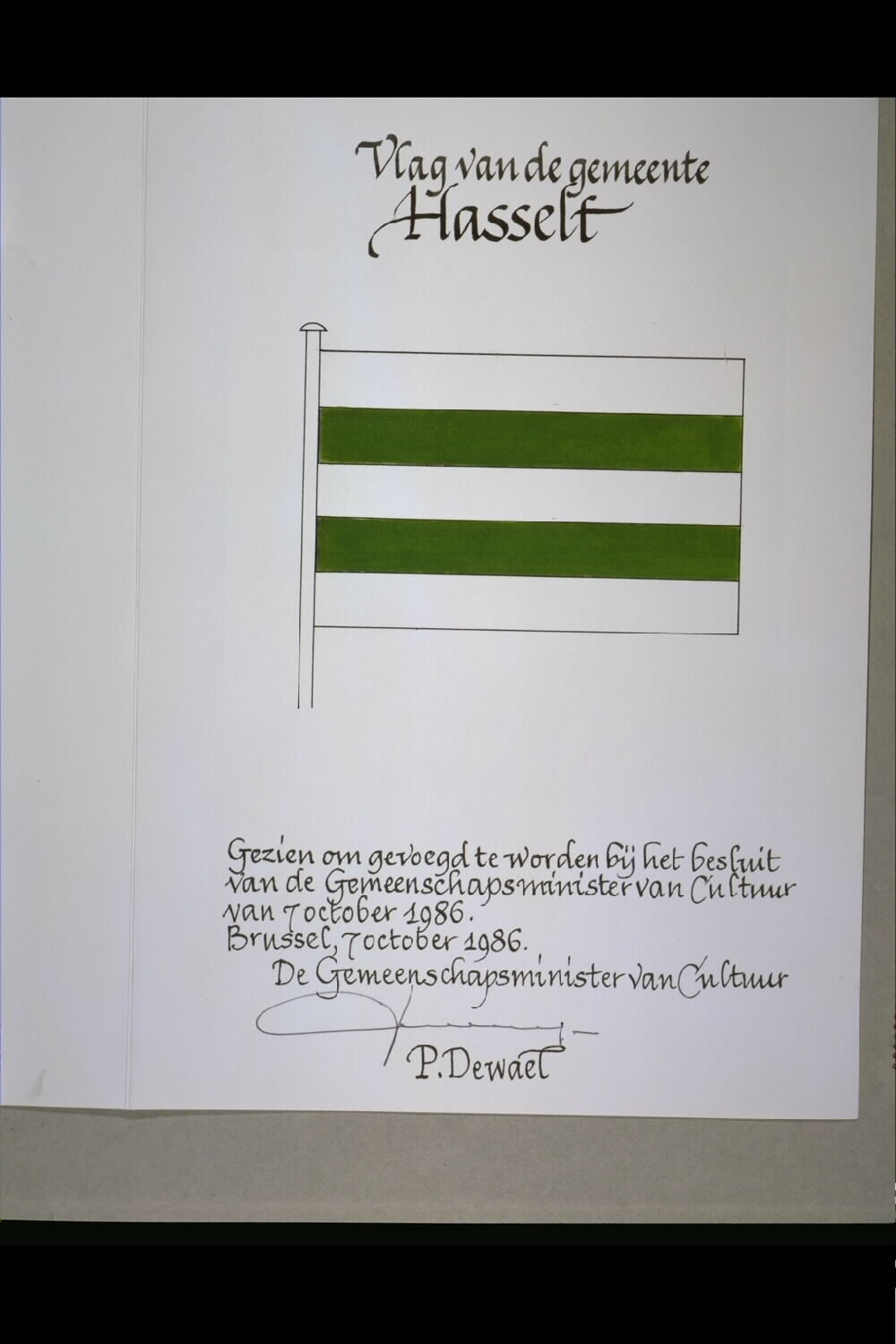
Verklaring tot status roerend erfgoed, getekend door Patrick Dewael